# Шайтанка (верхний приток Тары)
Шайтанка — река в Омской области России. Устье реки находится в 118 км по левому берегу реки Тара, восточнее села Муромцево. Длина реки составляет 17 км.

## Данные водного реестра
По данным государственного водного реестра России относится к Иртышскому бассейновому округу, водохозяйственный участок реки — Иртыш от впадения реки Омь до впадения реки Ишим, без реки Оша, речной подбассейн реки — бассейны притоков Иртыша до впадения Ишима. Речной бассейн реки — Иртыш.